# Berezdiv, Slavuta
Berezdiv (în ucraineană Берездів) este localitatea de reședință a comunei Berezdiv din raionul Slavuta, regiunea Hmelnîțkîi, Ucraina.

## Demografie
Componența lingvistică a localității Berezdiv
     Ucraineană (99,15%)
     Alte limbi (0,85%)
Conform recensământului din 2001, majoritatea populației localității Berezdiv era vorbitoare de ucraineană (99,15%), existând în minoritate și vorbitori de alte limbi.